# Тайга (Караидельский район)
Тайга́ (баш. Тайга) — деревня в Караидельском районе Республики Башкортостан Российской Федерации. Входит в состав Явгильдинского сельсовета.

## География

### Географическое положение
Расстояние до:
- районного центра (Караидель): 38 км,
- центра сельсовета (Явгильдино): 8 км,
- ближайшей ж/д станции (Щучье Озеро): 97 км.

## Население
| 2002 | 2009 | 2010 |
| ---- | ---- | ---- |
| 53   | ↘28  | ↘27  |

### Национальный и гендерный состав
Согласно переписи 2002 года, преобладающая национальность — татары (98 %) из 53 человек, из них
21 мужчина, 32 женщины.